# Lyes Teldja
Lyes Teldja est un footballeur international algérien né le 7 janvier 1954 à Kouba dans la wilaya d'Alger. Il évoluait au poste de gardien de but.
Il compte trois sélections en équipe nationale en 1975.

## Biographie
Il reçoit sa première sélection en équipe nationale le 19 mai 1975, sous la direction de Dumitru Macri.
Il a travaillé autant qu'entraîneur adjoint au RC Kouba en 2012.

## Palmarès
- Champion d'Algérie en 1981 avec le RC Kouba.
- Vice-champion d'Algérie en 1975 avec le RC Kouba.
- Vainqueur de la supercoupe d'Algérie en 1981 avec le RC Kouba.